# Tüttendorf
Tüttendorf (duń. Tyttentorp) – miejscowość i gmina w Niemczech, w kraju związkowym Szlezwik-Holsztyn, w powiecie Rendsburg-Eckernförde, wchodzi w skład urzędu Dänischer Wohld.

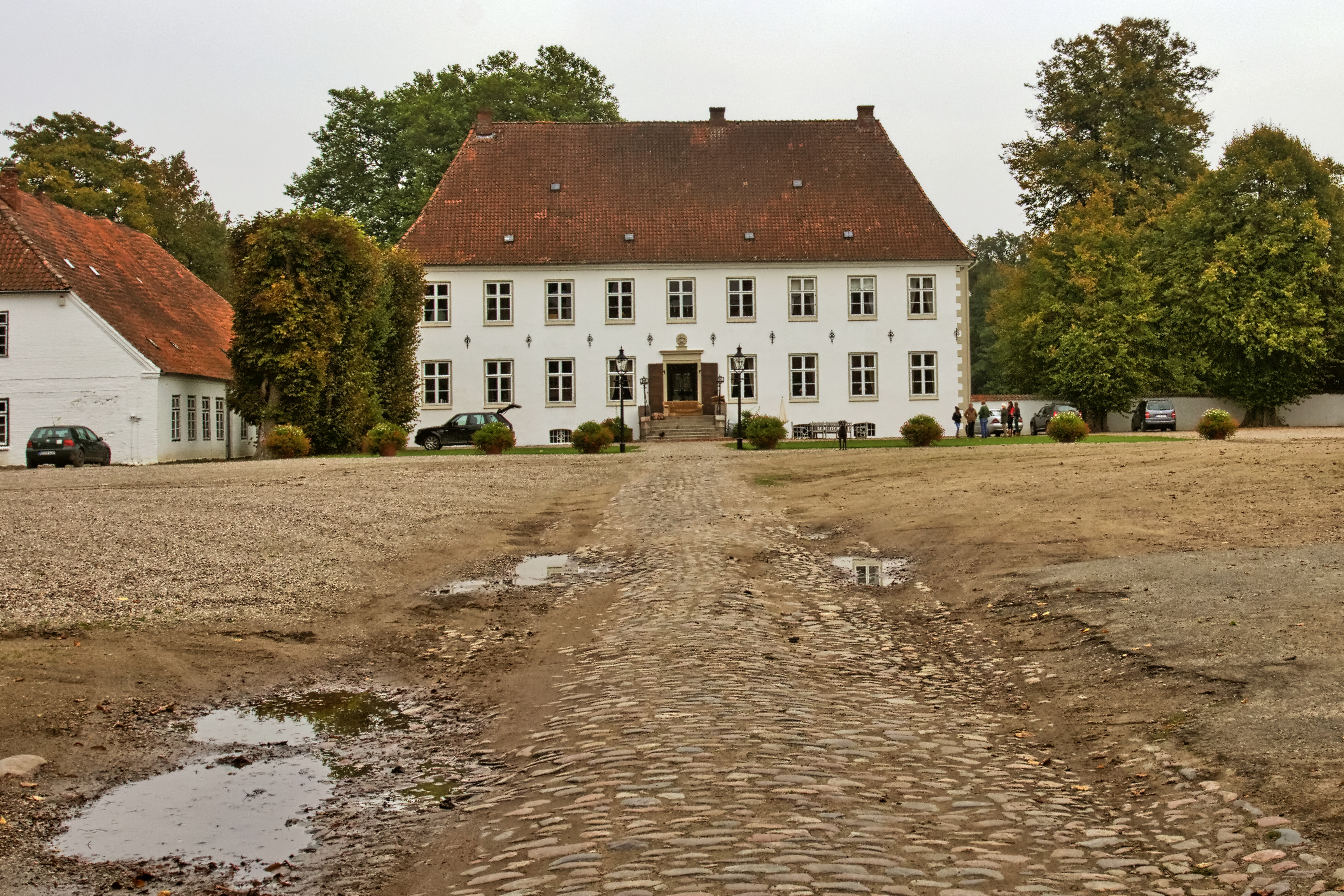